# Ørkendronningen Priscilla
Ørkendronningen Priscilla (org. titel: The Adventures of Priscilla, Queen of the Desert) er en australsk comedy-drama fra 1994, skrevet og instrueret af Stephan Elliott. Filmen omhandler to drag queens spillet af Hugo Weaving og Guy Pearce, samt en transkønnet kvinde spillet af Terence Stamp, der tager en tur over den australske Outback fra Sydney til Alice Springs i deres tourbus, som de har kaldt Priscilla.
Filmen modtog en Oscar for bedste kostumer.

## Medvirkende
- Terence Stamp som Bernadette Bassenger
- Daniel Kellie som unge Bernadette
- Hugo Weaving som Anthony "Tick" Belrose/Mitzi Del Bra
- Guy Pearce som Adam Whitely/Felicia Jollygoodfellow
- Leighton Picken som unge Adam
- Bill Hunter som Robert "Bob" Spart
- Sarah Chadwick som Marion Barber
- Mark Holmes som Benjamin Barber
- Julia Cortez som Cynthia Campos
- Ken Radley som Frank
- Margaret Pomeranz (ukrediteret) som Adams mor
- Stephan Elliott (ukrediteret) som Dørmand